# Font de Sant Roc (Mont-ros)
La Font de Sant Roc és una font del terme municipal de la Torre de Cabdella (antic terme de Mont-ros), del Pallars Jussà, dins del territori del poble de Pobellà.
Està situada a 1.730 m d'altitud, al nord-est del poble de Mont-ros, al vessant sud-oriental del Serrat de Cabo. És a l'origen del barranc dels Espinaus.